# عمر آدام
عمر آدام (عبری: עומר אדם‎؛ زادهٔ ۲۲ اکتبر ۱۹۹۳) خواننده ای اهل اسرائیل است.